# Книжкова обкладинка

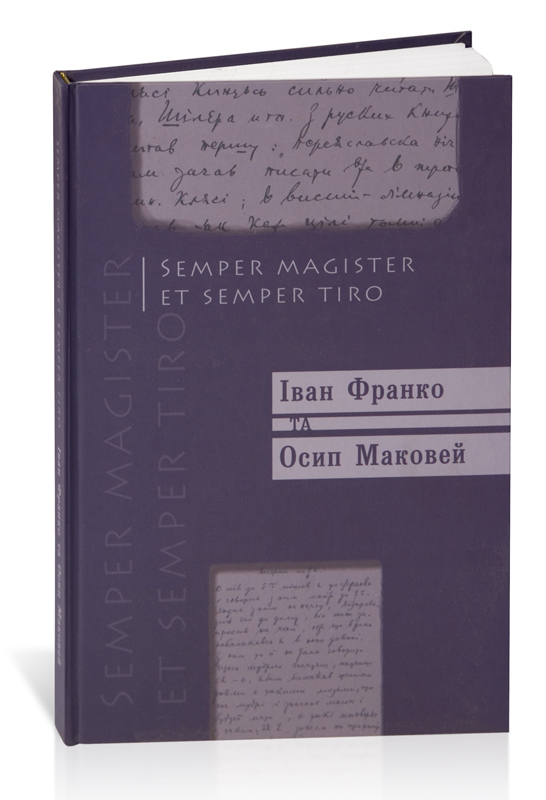

Книжко́ва обкла́динка (книжкова оправа) — покриття книжки.
Існує два основні типи обкладинок книжок:
- палітурки
- м'які обкладинки

Обкладинка є важливою складової будь-якої книжки, адже слугує захисним покриттям. На додачу до захисної, обкладинка має також й інші функції: скріплювальну, художню та інформаційну. Виготовляють обкладинки зазвичай зі звичайного паперу (м'які обкладинки) або з більш цупких матеріалів, як-от картон або шкіра (палітурка).